# José de la Riva-Agüero y Osma
Marchese José de la Riva Aguëro y Osma, noto anche come Marchese de Montealegre de Aulestia (Lima, 26 febbraio 1885 – Lima, 25 ottobre 1944), è stato un filosofo, politico e storico peruviano.
Poligrafo, ispanista, teorico del fascismo peruviano, leader conservatore e saggista cattolico, fu il principale benefattore della Pontificia Universidad Católica del Perú. È famoso per essere stato il primo a dedicare al Perù, con la sua tesi di laurea, un vero e proprio studio storiografico (La Historia en el Perú, 1910). Fece lo stesso con gli studi letterari (El carácter de la literatura del Perú independiente, 1905).

## Biografia
Pronipote del primo presidente del Perù, José de la Riva-Agüero y Sánchez Boquete, Montealegre fu il filosofo peruviano che meglio degli altri seppe divenire il portabandiera della reazione nazionalista del XX secolo. Iniziò i suoi studi nel Colegio Recoleta di Lima e li proseguì presso la Universidad Nacional Mayor de San Marcos, dove fu professore ordinario nella Facoltà di Lettere. Il suo pensiero risente molto delle concezioni anti-illuministe e contro-rivoluzionarie di Joseph de Maistre. Il suo testo di maggiore interesse filosofico è Concepto del Derecho (1912), sebbene importanti spezzoni del suo pensiero filosofico-politico si rinvengano negli oltre venti volumi pubblicati dall'Instituto Riva-Agüero, a cura della Pontificia Universidad Católica del Perú. È noto come in tale opera monumentale siano stati omessi vari testi di Montealegre sul fascismo italiano e sul protestantesimo. Tra le sue opere, si annoverano trattati di diritto, di storia della letteratura, di storia del Perù, di filosofia del diritto e di argomento religioso. Riva-Agüero y Osma acquisì il titolo di Montealegre de Aulestia nel 1926, a causa della morte della madre, la marchesa María de los Dolores de Osma.
Dal 1930 Montealegre fu anche Marchese de Casa Dávila, sebbene come accademico e nobile era uso utilizzare soltanto il titolo di Marchese de Montealegre. Le sue concezioni politico-filosofiche, giuridiche e storiche furono influenzate dalla sociologia francese del XIX secolo, dal liberalismo britannico conservatore e dalla scuola storica tedesca. Dopo aver sostenuto in gioventù ideali liberali e modernisti (evidente è la lezione di Marcelino Menéndez y Pelayo), il Marchese de Montealegre si convertì all'ultramontanismo radicale e non nascose una certa simpatia per il regime fascista di Benito Mussolini. Per quanto riguarda il suo Paese natale, fu favorevole post eventum alla scelta di trasformare il Perù in monarchia indipendente dall'Impero spagnolo (1821-1824) e di dar vita ad un movimento nazionalista territoriale. Dopo aver vissuto a lungo a Roma (1922-1929), Montealegre maturò posizioni politiche radicalmente antimoderne il linea con il Sillabo di Pio IX.
Non è escluso che sia stato influenzato dalle opere del padre Bartolomé Herrera, insigne pensatore reazionario peruviano i cui scritti furono pubblicato sotto l'auspicio del governo del presidente Augusto B. Leguía alla fine degli anni Venti del secolo scorso. Nell'ultimo periodo della sua vita, Montealegre assolse funzioni pubbliche di prestigio: tra l'altro, ricoprì gli incarichi di ministro di governo e sindaco di Lima. Fu munifico benefattore della Pontificia Universidad Católica del Perú, alla quale lasciò in eredità le sue sostanze al fine di giovare alla Chiesa cattolica. Le sue ricchezze andavano a costituire il maggiore patrimonio privato del tempo.
Montealegre, discepolo del filosofo conservatore Alejandro Deustua, fu membro di primo piano della cosiddetta “Generazione del 900”, insieme con Víctor Andrés Belaunde e Francisco García Calderón Rey. Tra i suoi importanti seguaci, vanno ricordati in particolare gli storici Guillermo Lohmann Villena e José Agustín de la Puente, nonché l'avvocato Pedro Benvenutto Murrieta.

## Fonti
- Testi on line : Il Marchese de Montealegre de Aulestia e la contrarrivoluzzione[collegamento interrotto] (Víctor Samuel Rivera) (es)
- Testi on line : José de la Riva-Agüero e Javier Prado (1904-1905)[collegamento interrotto] (Víctor Samuel Rivera) (es)
- Testi on line : José de la Riva-Agüero ed il pensiero antimodernista[collegamento interrotto] (Francisco Bobadilla) (es)
- Testi on line: Charles Maurras e il Marchese de Montealegre de Aulestia (Víctor Samuel Rivera) (es)

## Opere
- Carácter de la literatura del Perú independiente (1905)
- La Historia en el Perú (1910)
- Concepto del Derecho (1911)
- Elogio del Inca Garcilaso (1916)
- Discurso del Colegio Recoleta (1932)
- Paisajes peruanos (1955)
- Ensayos de literatura francesa (1944)